# SES-16
SES-16, nebo také GovSat-1, je telekomunikační družice lucemburské společnosti SES a LuxGovSat. Družici vyrobila firma Orbital ATK. Její pracovní pozice je nad 21,5° východní délky na geostacionární oběžné dráze Země, kde má zajišťovat komunikaci i pro lucemburskou armádu a NATO pro oblast Evropy, Středního východu a Afriky.
SES-16 byl uveden na přechodovou dráhu ke geostacionární dráze pomocí nosné rakety Falcon 9 Block 3 společnosti SpaceX, sídlem v kalifornském Hawthornu. Ten samý první stupeň vynášel i satelit NROL-76. I když byl i při této misi první stupeň vybaven roštovými kormidly a přistávacími nohami, tak došlo jen k testovacímu přistání na mořské hladině. Bylo testováno přistání se třemi aktivními motory při finálním zážehu. Stupeň přistání přečkal a ploval na hladině, ale nakonec byl zničen, protože nebyla zaručena bezpečnost při případné následující manipulaci se stupněm. Statický zážeh před letem proběhl 26. ledna kolem 18:00 SEČ.
SES-16 byl navrhnut a vyroben společností Orbital ATK a je postavený na platformě GEOStar-3. Při startu vážil 4230 kg a životnost je plánována na více než 15 let. K pohonu slouží konvenční motor BT-4 a čtyři hallovy motory XR-5. Přístrojům dodávají energii dvě pole solárních panelů. Na satelitu je umístěn i dokovací port, ke kterému se v budoucnu může připojit další náklad.